# Vạn Phúc, Ninh Giang
Vạn Phúc là một xã thuộc huyện Ninh Giang, tỉnh Hải Dương, Việt Nam.
Xã có diện tích 5,97 km², dân số năm 1999 là 4.056 người, mật độ dân số đạt 679 người/km².
Xã Vạn Phúc gồm 4 thôn 1 (thôn Cổ Lôi), 2 (trước đây là Bình Hoàng), 3 (gồm xóm Xanh và xóm Bàng) và 4 (thôn Phùng Xá).
Phía Đông giáp các xã Nghĩa An, Tân Hương, Đông Xuyên, phía Bắc giáp xã Ứng Hòe, phía Tây giáp Hồng Đức, phía nam giáp xã An Đức. Trục đường lớn - Tỉnh Lộ 20A chạy qua 2 thôn 1 và 4.
Phía Tây của xã là chùa Sùng Ân (trước đây có tên chùa Tây) thuộc thôn Phùng Xá. Chùa nằm giữa cánh đồng, có diện tích rộng gần 3 mẫu bắc bộ, gồm 5 gian Tiền tế và 3 gian hậu cung. Cách chùa Sùng Ân 100 mét về hướng Đông là Miếu Làng Bùng. Cả xã có 2 nhà thờ lớn (1 thuộc làng Bùng, 1 thuộc làng Cổ Lôi). Nhìn chung, nhân dân Vạn Phúc có đời sống tâm linh khá phát triển.